# Hugo Michael Sekyra
Hugo Michael Sekyra (* 10. Juni 1941 in Mannersdorf am Leithagebirge; † 19. November 1998 in Wien) war ein österreichischer Manager.
Sekyra studierte an der Universität Wien Rechtswissenschaften und promovierte 1964. Er wurde während des Studiums Mitglied der Wiener akademischen Burschenschaft Alania. Seine berufliche Laufbahn begann er bei den Aluminiumwerken Ranshofen. Nach verschiedenen Tätigkeiten im Bereich der verstaatlichten Industrie führte er von 1986 bis 1992 die Österreichische Industrieholding AG. Sein persönlicher Assistent war damals Alexander Wrabetz. Er leitete in der verstaatlichten Industrie umfangreiche Umstrukturierungen ein, die durch die Krise notwendig geworden waren. Bei einem Auftritt vor hunderten aufgebrachten Stahlarbeitern in Kapfenberg machte Sekyra die kritische Lage des verstaatlichten Sektors deutlich: „Wir sind pleite. Verstehen Sie doch: Wir sind pleite!“
Sekyra erschoss sich 1998 vermutlich wegen finanzieller Probleme. Er wurde am Simmeringer Friedhof bestattet.